# Faction de la flotte

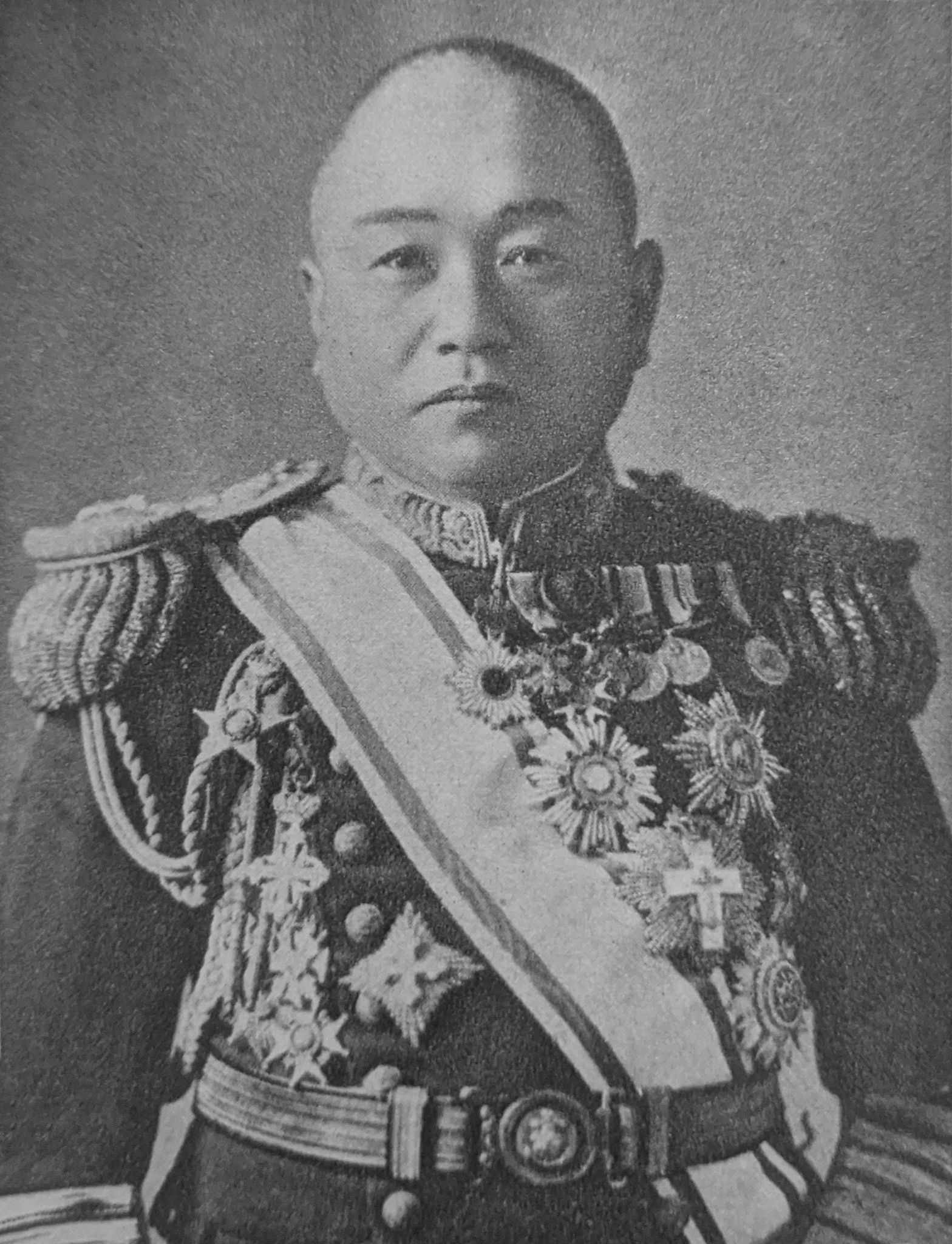
Amiral Eisuke Yamamoto (1876-1962).

La faction de la flotte (艦隊派, Kantai-ha) était un groupe de pression politique informel au sein des membres de la Marine impériale japonaise pendant les années 1920 et 1930. Elle réunissait les officiers opposés aux décisions prises lors du traité de Washington de 1922.

## Contexte
Le traité de Washington, aussi appelé « traité des cinq puissances », limitait la taille des flottes militaires des cinq signataires : les États-Unis, l'Empire britannique, l'empire du Japon, la France et l'Italie. Le traité concluait la conférence navale de Washington qui s'était tenue à Washington D.C. de novembre 1921 à février 1922.
Le traité réduisait le tonnage des navires types de chacun des signataires ; aucun navire ne pouvait plus excéder 35 000 tonnes, ni transporter des canons de plus de 16 pouces. Seuls deux porte-avions par pays étaient autorisés. Aucune nouvelle fortification ou base navale ne pouvait être installés et celles déjà existantes ne pouvaient pas être améliorées dans les territoires et possessions outre-mer spécifiés dans le traité. Le tonnage autorisé pour le Japon était basé sur le ratio 5:5:3 comparé aux États-Unis et au Royaume-Uni (où 3 représente le Japon) avec pour justification que ces deux pays avaient besoin de maintenir des flottes sur plus d'un océan, alors que le Japon n'était concerné que par l'océan Pacifique.

## Développement de la faction
Les termes du traité furent très mal appréciés par le public japonais et beaucoup voyaient dans le ratio 5:5:3 une façon de désigner le peuple japonais comme une race inférieure vis-à-vis de l'Occident.
La Marine impériale japonaise se divisa alors en deux factions opposées : la faction du traité et la faction de la flotte. La première faction voulait respecter les termes du traité, arguant que le Japon ne pouvait se permettre une course aux armements avec les puissances occidentales et espérant que l'utilisation de la diplomatie restaurerait l'alliance anglo-japonaise.
La faction de la flotte était composée d'officiers politiquement de droite, dont beaucoup d'amiraux influents de l'État-major de la Marine impériale japonaise comme Yamamoto Eisuke, Katō Hiroharu, Suetsugu Nobumasa, Takahashi Sankichi et Nagumo Chuichi, tous dirigés par le prince Hiroyasu Fushimi. La faction de la flotte prônait l'annulation du traité de Washington et l'autorisation d'un tonnage illimité pour pouvoir construire la plus puissante marine militaire possible et remettre ainsi en question la suprématie maritime américaine et britannique.
Dans les années 1920, la faction du traité, qui était soutenue par le ministère de la Marine et le gouvernement, était prédominante dans l'opinion. Mais avec la montée du militarisme japonais dans les années 1930, celle des conflits avec les États-Unis à propos de la Chine et le mépris flagrant des termes du traité par toutes les puissances signataires, la faction de la flotte prit progressivement le dessus dans l'opinion. Le 29 décembre 1934, le gouvernement japonais annonça son intention de ne plus respecter les termes du traité. Ceux-ci restèrent en vigueur jusqu'à fin 1936 et ne furent pas renouvelés.